# Wereldkampioenschap schaatsen allround vrouwen 1955
Het zestiende Wereldkampioenschap schaatsen allround voor vrouwen werd op 12 en 13 februari 1955 verreden op de ijsbaan van Kuopio, Finland.
Er deden zeventien deelneemsters uit Finland (4), Zweden (2), Noorwegen (2), de Sovjet-Unie (6) en Tsjechoslowakije (3), waaronder acht debutanten, aan deze editie mee.
Dit zou het laatste kampioenschap zijn dat werd verreden over de afstanden 500m, 3000m, 1000m en 5000m. Vanaf het WK van 1956 zou  het kampioenschap over de kleine vierkamp verreden worden.
Na twee keer een derde en tweede plaats werd de Sovjet-russin Rimma Zjoekova dit jaar wereldkampioene, voor haar landgenoten Tamara Rylova en Sofia Kondakova.
De Finse Eevi Huttunen reed dit jaar haar achtste WK toernooi, en evenaarde daarmee het 'record' van de Finse Verné Lesche en de Noorse Randi Thorvaldsen.

## Afstandsmedailles
| Afstand | Goud ·          | Zilver ·        | Brons ·        |
| ------- | --------------- | --------------- | -------------- |
| 500m    | Tamara Rylova   | Sofia Kondakova | Rimma Zjoekova |
| 3000m   | Rimma Zjoekova  | Eevi Huttunen   | Tamara Rylova  |
| 1000m   | Sofia Kondakova | Vera Postnikova | Rimma Zjoekova |
| 5000m   | Rimma Zjoekova  | Eevi Huttunen   | Tamara Rylova  |

## Klassement
| Rang   | Schaatsster       | Land              | Punten  | 500m      | 3000m       | 1000m       | 5000m        |
| ------ | ----------------- | ----------------- | ------- | --------- | ----------- | ----------- | ------------ |
| Goud   | Rimma Zjoekova    | Sovjet-Unie       | 212,857 | 49,5 (3)  | 5.33,1 (1)  | 1.42,4 (3)  | 9.26,4 (1)   |
| Zilver | Tamara Rylova     | Sovjet-Unie       | 215,007 | 48,9 (1)  | 5.40,9 (3)  | 1.42,6 (4)  | 9.39,9 (3)   |
| Brons  | Sofia Kondakova   | Sovjet-Unie       | 215,563 | 49,1 (2)  | 5.44,0 (6)  | 1.40,9 (1)  | 9.46,8 (5)   |
| 4      | Eevi Huttunen     | Finland           | 216,177 | 50,5 (5)  | 5.37,3 (2)  | 1.44,8 (7)  | 9.30,6 (2)   |
| 5      | Vera Postnikova   | Sovjet-Unie       | 217,170 | 50,7 (7)  | 5.42,0 (5)  | 1.42,1 (2)  | 9.44,2 (4)   |
| 6      | Remma Mensjova    | Sovjet-Unie       | 217,730 | 49,6 (4)  | 5.45,0 (7)  | 1.43,5 (6)  | 9.48,8 (6)   |
| 7      | Lidia Selichova   | Sovjet-Unie       | 218,253 | 50,7 (7)  | 5.41,6 (4)  | 1.43,3 (5)  | 9.49,7 (7)   |
| 8      | Iris Sihvonen     | Finland           | 221,897 | 50,5 (5)  | 5.47,5 (8)  | 1.46,0 (8)  | 10.04,8 (9)  |
| 9      | Sonja Ackermann   | Noorwegen         | 224,830 | 52,0 (9)  | 5.55,2 (9)  | 1.46,7 (9)  | 10.02,8 (8)  |
| 10     | Astri Johannessen | Noorwegen         | 228,613 | 52,6 (10) | 6.03,8 (11) | 1.48,3 (10) | 10.12,3 (10) |
| 11     | Inger Brusven     | Zweden            | 230,180 | 53,8 (13) | 5.58,8 (10) | 1.50,0 (11) | 10.15,8 (12) |
| 12     | Hana Bartovská    | Tsjecho-Slowakije | 233,347 | 54,5 (14) | 6.04,2 (12) | 1.53,3 (14) | 10.15,3 (11) |
| 13     | Armi Mäkinen      | Finland           | 233,790 | 54,5 (14) | 6.04,8 (13) | 1.51,0 (12) | 10.29,9 (13) |
| 14     | Karla Borovská    | Tsjecho-Slowakije | 235,260 | 53,2 (11) | 6.08,4 (15) | 1.53,3 (14) | 10.40,1 (15) |
| 15     | Jarmila Königová  | Tsjecho-Slowakije | 238,440 | 53,2 (11) | 6.24,0 (17) | 1.52,0 (13) | 10.52,4 (17) |
| 16     | Kaisa Vihma       | Finland           | 238,560 | 57,0 (16) | 6.04,8 (13) | 1.55,4 (16) | 10.30,6 (14) |
| 17     | Solveig Andersson | Zweden            | 243,993 | 57,0 (16) | 6.14,3 (16) | 1.59,4 (17) | 10.49,1 (16) |

* = met val
NC = niet gekwalificeerd
NF = niet gefinisht
NS = niet gestart
DQ = gediskwalificeerd
Vet gezet = kampioenschapsrecord